# ПТ-76
Плавучий танк ПТ-76 — радянський легкий плавучий танк. Був на озброєнні Радянської армії у розвідувальних військах, морської піхоти, військах берегової оборони, Збройних силах країн-членів Варшавського Договору, а також поставлявся на експорт у десятки країн світу.

## Історія використання
У повоєнні роки радянські конструктори продовжували самобутній шлях розвитку вітчизняного танкобудування і зберегли панівні позиції у світі..
У 1951 році на озброєння розвідувальних підрозділів Радянської Армії вступив легкий плавучий танк ПТ-76. Танк був розроблений конструкторським бюро Я. Ж. Котіна, відомого своїми важкими танками. ПТ-76 використовувався в бойових діях в Африці, на Близькому Сході, в Індо-Пакистанському конфлікті 1965 року і особливо широко в 1965-1975 роках у В'єтнамі північнов'єтнамською армією.
На початку 1960-х років танк пройшов глибоку модернізацію та отримав індекс ПТ-76Б. У розвідувальних підрозділах сухопутних військ легкі танки ПТ-76 були замінені спочатку середніми, а потім основними танками. Нині модернізовані танки ПТ-76 різних модифікацій є на озброєнні морської піхоти ВМФ Росії, а також у складі збройних сил 28 держав Європи, Азії, Африки й Латинської Америки.

## Особливості побудови
Характерними особливостями танка є високі показники рухливості — на плаву максимальна швидкість 10,2 км/год при гарній маневреності. Бронемашина має великий водовміщуючий обсяг, що, однак, зумовило її порівняно легке бронювання.
Внутрішній простір танка поділяється на три відділення. У носовій частині розміщений пост управління, що містить робоче місце механіка-водія з сидінням, приладами, педалями й важелями, курсовказівниками та засобами зв'язку.
Посадка механіка-водія в танк і висадка з нього здійснюються через круглий люк, основа якого виступає над верхнім броньовим листом. У відділенні управління знаходяться також дві акумуляторні батареї, балон зі стисненим повітрям, два вуглекислотні балони та автомат системи протипожежного обладнання, частина ЗІП та інше обладнання.
У вежі й підбаштовому просторі корпусу розташоване бойове відділення.
В ньому розміщені гармата, спарений кулемет, прилади спостереження і прицільні пристосування, робочі місця командира танка (зліва від гармати) і заряджаючого (праворуч від неї), автомат Калашникова, частина боєкомплекту, танкова радіостанція Р-113, апарати ТПУ, водовідкачуючий (ручний) помпи, ручні вогнегасники (один або два), частина ЗІП та інше обладнання.
Моторно-трансмісійне відділення розташоване у кормовій частині корпусу і ізольоване від бойового відділення перегородкою. В ньому розміщені двигун з системами, трансмісія, водомети, два паливних баки, водовідкачуючі помпи та інше обладнання.
Основним озброєнням танка ПТ-76Б є 76-мм танкова гармата Д-56ТС, що відрізняється від Д-56Т конструкцією дульного гальма і наявністю ежекційної продувки каналу ствола. Її боєкомплект складається з 40 унітарних пострілів, 24 з них з осколково-фугасні гранати, 4 з бронебійно-трасуючі, 4 з підкаліберним бронебійно-трасуючим і 8 з кумулятивними снарядами.

## Виробництво
| Графік виробництва ПТ-76 для Радянської Армії. |      |      |      |      |      |      |      |      |      |      |      |      |      |      |      |      |      |        |
| Рік                                            | 1951 | 1952 | 1953 | 1954 | 1955 | 1956 | 1957 | 1958 | 1959 | 1960 | 1961 | 1962 | 1963 | 1964 | 1965 | 1966 | 1967 | Всього |
| ПТ-76                                          | 10   | 85   | 210  | 400  | 500  | 206  | 265  | 180  | 40   | —    | —    | —    | —    | —    | —    | —    | —    |        |
| ПТ-76Б                                         | —    | —    | —    | —    | —    | —    | —    | —    | 110  | 105  | 121  | 112  | 204  | 191  | 69   | н/д  | н/д  |        |

## Технічний опис танка

### Технічні характеристики
Бойова маса 14 тонн.
Екіпаж 3 чоловік.
Озброєння: 76,2-мм гармата, 7,62-мм кулемет «СГМТ».
Броня 10-20 мм.
Максимальна швидкість на шосе 44 км/год., на плаву 12 км/год.
Потужність двигуна 240 к.с.

## Застосування танка в бойових умовах

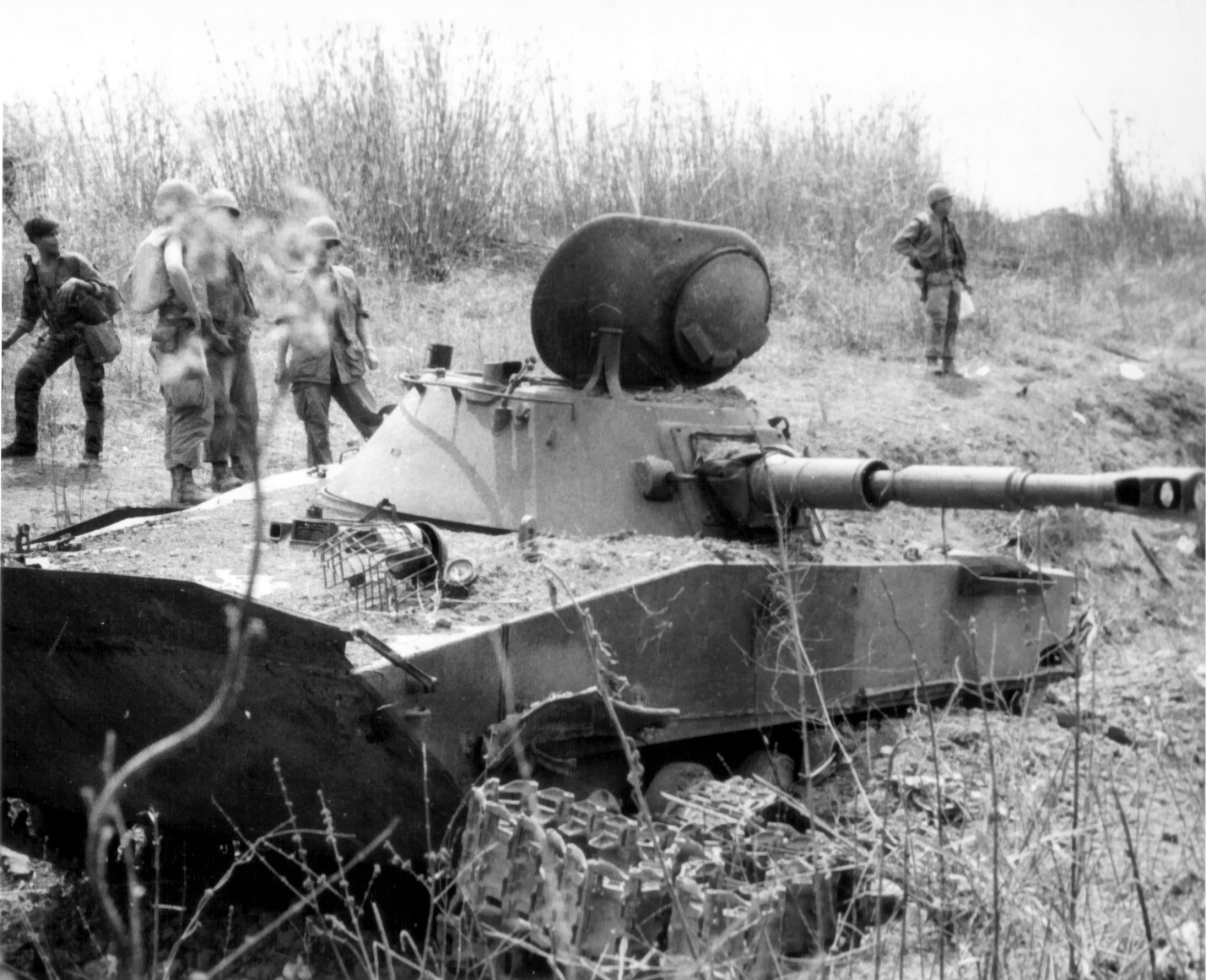
Підбитий ПТ-76 у В'єтнамі

Найбільш відомим бойовим застосуванням ПТ-76Б було у В'єтнамській війні під час нападу військ північного В'єтнаму на військовий табір армії США біля Бен-Хот. Нині відомо про щонайменше 2 знищених танки, перший танк був підірваний на протитанковій міні.[джерело?]. 
В 2024 році кіностудія «Мосфільм» передала армії РФ для війни проти України бронетехніку 1950-х років, що зберігалася на їхньому складі. Зокрема передали 28 танків Т-55, 8 танків ПТ-76, 6 БМП і 8 тягачів, які зберігалися на базі кіностудії